# خانه خلیل پسند
خانه خلیل پسند مربوط به دوره قاجار است و در شیراز، خیابان لطفعلی خان زند، کوچه تریاچی، پلاک ۶ واقع شده و این اثر در تاریخ ۸ مرداد ۱۳۸۱ با شمارهٔ ثبت ۶۰۴۵ به‌عنوان یکی از آثار ملی ایران به ثبت رسیده است.